# Kruununhaka
Kruununhaka (suédois : Kronohagen) est un quartier du  district de Vironniemi au centre d'Helsinki, la capitale finlandaise.

## Description
Le nom de Kruununhaka (en français : Le clos de la Couronne) vient des pâturages pour les chevaux du régiment d'artillerie de la Couronne (État) qui se trouvaient dans les parages. Au début du XVIIIe siècle cette zone était encore située en dehors de la zone urbaine proprement-dite mais de nos jours Kruununhaka est considéré comme faisant partie de la zone urbaine.
Kruununhaka abrite depuis le transfert de la capitale à Helsinki d'importants personnages de la ville et des institutions étatiques — le Palais présidentiel, le bureau du premier ministre et de nombreux autres ministères. La place centrale de Kruununhaka est la place du Sénat et l'espace situé entre Pohjoisesplanadi et Aleksanterinkatu. On y trouve des bâtiments historiques de l'Université d'Helsinki (bâtiment principal, Topelia, Arppeanum, Helsingin normaalilyseo, Vanha klinikka, Uusi klinikka, ...), de la Banque de Finlande, de la Maison des États et la cathédrale luthérienne d'Helsinki.
Kruununhaka a une superficie de 0,57 km2, sa population s'élève à 6 872 habitants(1.1.2010) et il offre 7 574 emplois (31.12.2008).

## Rues de Kruununhaka
Le réseau des rues a été tracé dans le plan de Johan Albrecht Ehrenström en 1812. De nombreuses rues ont des noms  des membres de la famille  Romanov et d'autres rappellent par période du Grand-duché de Finlande.
Les plus anciens noms de rues (en finnois : katu) encore utilisés sont Unioninkatu et Liisankatu. Ces noms furent confirmés par le Tsar Alexandre Ier de Russie lors de sa visite à Helsinki en 1819.
| Nom finnois          | Nom suédois      | Baptême | Étymologie                                                                                   | Anciens noms |
| -------------------- | ---------------- | ------- | -------------------------------------------------------------------------------------------- | --- |
| Aleksanterinkatu     | Alexandersgatan  | 1833    | Université du Tsar Aleksanteri                                                               | Pendant l'époque suédoise Storgatan (« Grande rue ») et Kungsgatan (« Rue du Roi »), de 1819 à 1833 Fredsgatan (« Rue de la Paix »), à la suite du traité de Hamina.                                                                                               |
| Hallituskatu         | Regeringsgatan   | 1836    | Palais du Conseil d'État                                                                     | Pendant l'époque suédoise Skolgatan (« Rue de l'école »), en référence au Trivium d'Helsinki), de 1820 à 1836 Slottsgatan (« Rue du Château »), en référence au projet de construction d'un château pour le Tsar à Kruununhaka.                                    |
| Helenankatu          | Helenegatan      | 1820    | Charlotte de Wurtemberg devenue Helena après sa conversion                                   | Pendant l'époque suédoise chemin anonyme. |
| Katariinankatu       | Katrinegatan     | 1820    | Impératrice Catherine II de Russie                                                           | Pendant l'époque suédoise chemin anonyme. |
| Kirjatyöntekijänkatu | Bokarbetaregatan | 1945    | Bâtiment du Syndicat des travailleurs du livre                                               | |
| Kirkkokatu           | Kyrkogatan       | 1820    | Cathédrale luthérienne d'Helsinki et l'Église de la Sainte Trinité                           | |
| Kristianinkatu       | Kristiansgatan   | 1836    | Le Lögsögumad riverain Christian Magnus Ivendorff                                            | |
| Kruununhaankatu      | Kronohagsgatan   | 1836    | Du quartier Kruununhaka                                                                      | |
| Kulmakatu            | Vinkelgatan      | 1836    | La rue fait un angle (en finnois : kulma) droit                                              | |
| Liisankatu           | Elisabetsgatan   | 1819    | La tsarine Elisabeth Alexeïevna                                                              | Nommée en 1819 Elisabetinkatu puis finnisée en Liisankatu, |
| Maneesikatu          | Manegegatan      | 1836    | Le manège (en finnois : maneesi) du régiment de gendarmerie                                  | |
| Mariankatu           | Mariegatan       | 1820    | La tsarine Sophie-Dorothée de Wurtemberg                                                     | |
| Maurinkatu           | Mauritzgatan     | 1820    | Gustaf Mauritz Armfelt                                                                       | |
| Meritullinkatu       | Sjötullsgatan    | 1928    | Bâtiment de l'ancienne douane                                                                | de 1820 à 1928 Rue Konstantininkatu (Constantinsgatan) pour Constantin Pavlovitch de Russie. |
| Oikokatu             | Gengatan         | 1836    | Raccourci ("oiko") entre la rue Liisankatu et Siltavuorenranta                               | |
| Pohjoisranta         | Norra kajen      | 1820    | nom du lieu signifiant La rive du nord.                                                      | |
| Rauhankatu           | Fredsgatan       | 1819    | Le Traité de Hamina signe la Paix (en finnois : rauha)                                       | |
| Ritarikatu           | Riddaregatan     | 1836    | On y trouve la Maison de la noblesse de Finlande                                             | Pendant l'époque suédoise Residenshusgatan et Berggatan. |
| Siltavuorenpenger    | Brobergsterassen | 1911    | Quartier de Siltavuori                                                                       | |
| Siltavuorenranta     | Brobergskajen    | 1836    | Quartier de Siltavuori                                                                       | |
| Snellmaninkatu       | Snellmansgatan   | 1928    | Johan Vilhelm Snellman                                                                       | Pendant l'époque suédoise Tavastgatan ("Hämeenkatu") pour la route vers la région du Häme qui y débute, de 1820 à 1836 Senatsgatan ("Senaatinkatu"), pour le Palais du Conseil d'État),de 1836 à 1928 Nikolainkatu (Nikolaigatan) pour la Cathédrale Saint Nicolas |
| Sofiankatu           | Sofiegatan       | 1820    | Tsarine Sophie-Dorothée de Wurtemberg, née Princesse Sofia Dorotea Augusta                   | Pendant l'époque suédoise Östra Kyrkogatan ("Itäinen Kirkkokatu"). |
| Unioninkatu          | Unionsgatan      | 1819    | Le Traité de Hamina qui a scellé l'Union de la Finlande et de la Russie                      | Pendant l'époque suédoise Västra Kyrkogatan ("Läntinen Kirkkokatu"). |
| Vironkatu            | Estnäsgatan      | 1836    | Quartier de Vironniemi                                                                       | |
| Välikatu             | Mellangatan      | 1836    | Rue "intermédiaire" (en finnois : väli) la rue Kristianinkatu et la rue Kirjatyöntekijänkatu | |

## Galerie

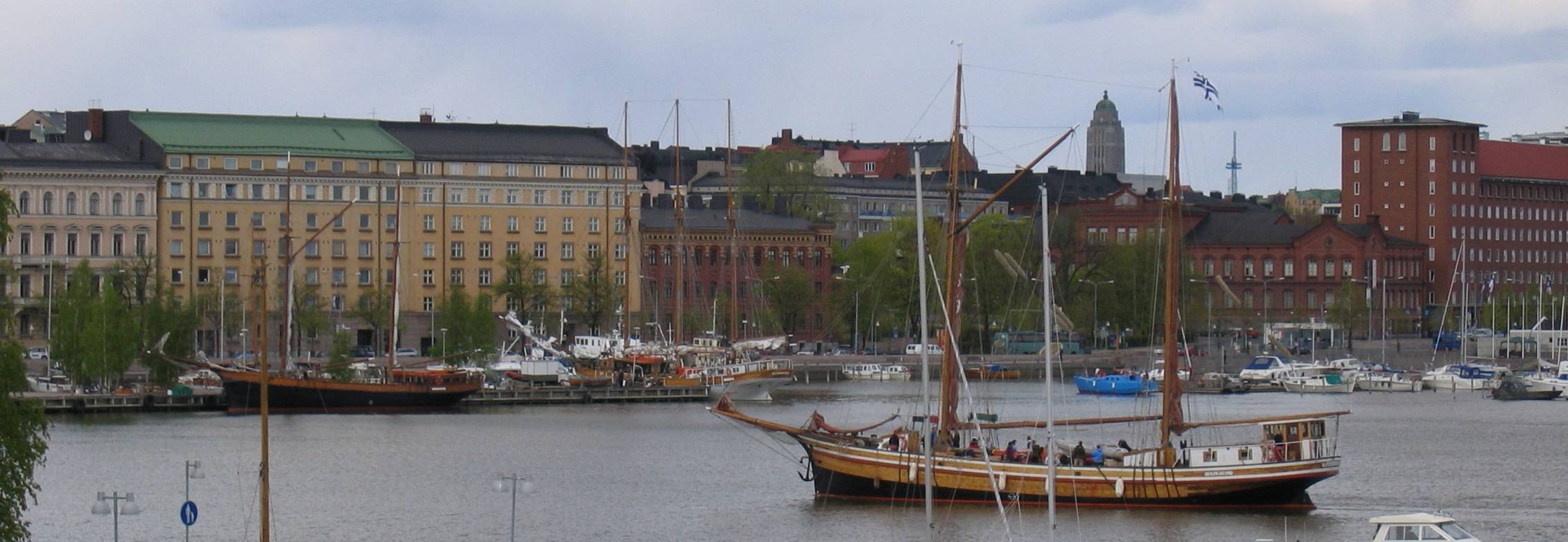
La rive de Pohjoisranta dans Kruununhaka vue de Katajanokka.